# Ypthima putandoi
Ypthima putandoi är en fjärilsart som beskrevs av South 1913. Ypthima putandoi ingår i släktet Ypthima och familjen praktfjärilar. Inga underarter finns listade i Catalogue of Life.